# Louis de Mast
Louis de Mast (2 november 1984) is een Nederlands filosoof. Daarnaast is hij actief als politicus voor GroenLinks.

## Levensloop
De Mast was tijdens zijn jeugd medeoprichter van N1 en lid van de culturele studentenvereniging Diogenes. Hij is afkomstig uit Nijmegen en was werkzaam in de geestelijke gezondheidszorg als woonbegeleider van mensen met autisme.  Vanuit die hoedanigheid was hij in januari 2020 mede-initiatiefnemer van het manifest Lijm de Zorg. Ook behoorde hij tot de initiatiefnemers van Room for Ukraine, een initiatief met als doel de opvang van Oekraïense oorlogsvluchtelingen buiten de overheid om zelf te organiseren.
Omstreeks 2021 had hij zowel een partijkaart van Groenlinks als van de PvdA en was hij aangesloten bij RoodGroen, een ledeninitiatief dat pleit voor een intense samenwerking aan de linkerzijde van het politieke spectrum. In 2022 was hij kandidaat partijvoorzitter voor GroenLinks. Als tegenkandidaat van Katinka Eikelenboom kreeg hij 238 van de 991 uitgebrachte stemmen en delfde daarmee het onderspit.
In het najaar van 2023 was hij campagneleider voor Tweede Kamerlid Lisa Westerveld. 